# Маннерсдорф-ам-Лайтагебирге

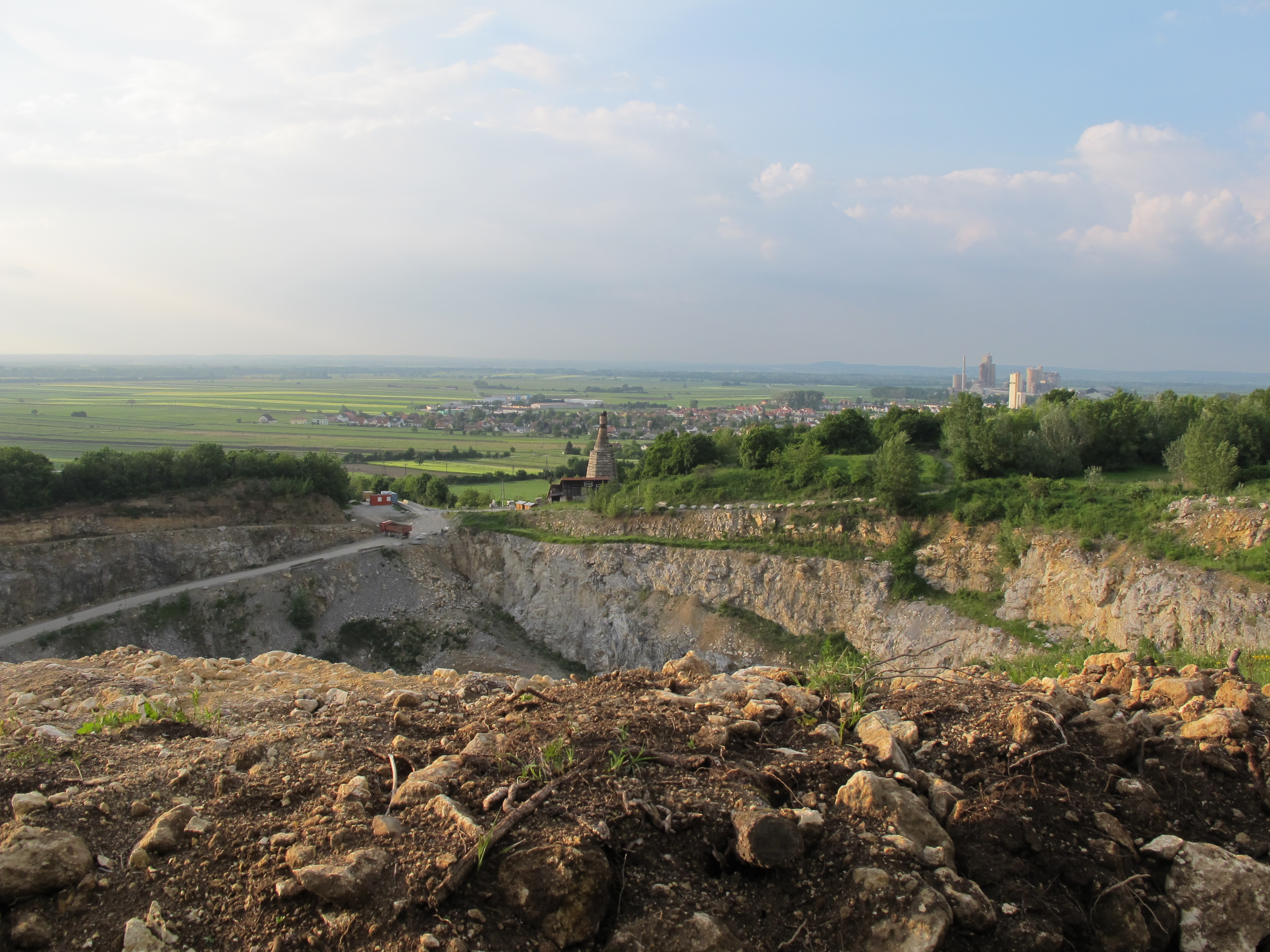

Маннерсдорф-ам-Лайтагебирге (нем. Mannersdorf am Leithagebirge) — город и муниципалитет в Австрии, в федеральной земле Нижняя Австрия. Входит в состав округа Брук-на-Лайте. Население составляет 3992 человек (на 1 января 2016 года). Занимает площадь 29,80 км². Официальный код — 3 07 16.

## Географическое положение
Маннерсдорф-ам-Лайтагебирге находится в промышленной зоне у подножия гор Лайтагебирге в юго-восточной части Нижней Австрии. Площадь муниципалитета составляет 29,8 квадратных километров. 42,15 процентов площади занято лесами.
Муниципалитет Маннерсдорф-ам-Лайтагебирге включает в себя три населенных пункта.
1. Собственно город Маннерсдорф-ам-Лайтагебирге (численность населения на 1.01.2016 — 3217 человек[1]).
2. Деревня Вазенбрюк (численность населения на 1.01.2016 — 671 человек[1]), находящаяся примерно в 3 километрах к северо-западу от Маннерсдорфа между руслом реки Лайты и отведенным от нее Воркс-каналом.
3. Деревня Сандберг (население на 1.01.2016 — 64 человека[1]) примерно в 6 километрах к северу от Маннерсдорфа на берегу Лайты.

## Экономика
В Маннерсдорфе располагается крупнейший цементный завод в Австрии, основанный в 1894 году. В настоящее время он принадлежит французской компании «Lafarge». Производительность завода — около 1,1 миллиона тонн цемента в год. Этому предприятию принадлежит самое высокое строение в этой местности — дымовая труба высотой 118 метров, которая служит также для размещения радиопередатчика.

## Политическая ситуация
Бургомистр коммуны — Герхард Дафид (СДПА) по результатам выборов 2005 года.
Совет представителей коммуны (нем. Gemeinderat) состоит из 23 мест. Результаты прошлых и позапрошлых выборов:
|                                             | Результаты 2015 года | Результаты 2015 года | Результаты 2015 года | Результаты 2010 года | Результаты 2010 года | Результаты 2010 года |
| голоса                                      | %                    | мандаты              | голоса               | %                    | мандаты              |                      |
| ------------------------------------------- | -------------------- | -------------------- | -------------------- | -------------------- | -------------------- | -------------------- |
| Избирателей                                 | 3632                 |                      | 23                   | 3406                 |                      | 23                   |
| Проголосовало                               | 2274                 | 62,61                |                      | 2352                 | 69,05                |                      |
| Недействительных бюллетений                 | 45                   | 1,98                 |                      | 40                   | 1,7                  |                      |
| Действительных бюллетений                   | 2229                 | 98,02                |                      | 2312                 | 98,3                 |                      |
| Партии                                      |                      |                      |                      |                      |                      |                      |
| Австрийская народная партия (ÖVP)           | 202                  | 9,06                 | 2                    | 240                  | 10,38                | 2                    |
| Социал-демократическая партия Австрии (SPÖ) | 1079                 | 48,41                | 11                   | 1190                 | 51,47                | 13                   |
| Австрийская партия свободы (FPÖ)            | 130                  | 5,83                 | 1                    | 153                  | 6,62                 | 1                    |
| Список Маннерсдорфа                         | 818                  | 36,70                | 9                    | 729                  | 31,53                | 7                    |
| Всего:                                      | 2229                 | 100                  | 23                   | 2312                 | 100                  | 23                   |

## Известные уроженцы и жители
- Эдмунд Адлер (1876—1965) — художник.
- Фридрих Опферкух (1923—1993) — резчик по камню и скульптор.
- Эдуард Рихтер (1847—1905) — географ, историк, гляциолог и альпинист. Родился в Маннерсдорфе.